# ناومحافظ کلاس گروشکوف
ناوهای این کلاس با وزن حدود ۵ هزار تن یکی از متعادل‌ترین ناوها در کلاس خود محسوب شده و توانایی‌های بسیار جالبی را یک مجموعه فشرده در کنار هم ایجاد کرده‌اند. این ناوها که از طراحی پنهانکار استفاده می‌کنند ۱۳۵ متر طول و ۱۵ متر عرض داشته و دارای ۲۱۰ نفر خدمه هستند.

## تاریخچه
روسیه در سالهای اخیر برنامه بسیار سنگین نوسازی ارتش خود را آغاز کرده‌است و در بخشی از این برنامه‌ها به دنبال به خدمت‌گیری 6 فروند ناو محافظ کلاس Admiral Gorshkov است.
البته مشکلات سیاسی در بحث اوکراین، خلل‌هایی را در این بخش برای روسیه ایجاد کرده‌است زیرا سامانه پیشرانه این شناورها در اوکراین تولید می‌شده‌است و بعد از مشکلات پیش آمده بین دو کشور اوکراینی‌ها ارسال موتورهای مورد نیاز روسیه را قطع کرده و باعث شدند که روسیه برای ساخت این شناورها به مشکل برخورد کند. تعدادی از این شناورها به هند صادر شده و قرار است در آنجا سیستم پیشران اوکراینی را دریافت کنند و روسیه نیز برنامه ای را برای توسعه سیستم پیشران به صورت مستقل و بومی را آغاز کرده‌است.

## مشخصات
- سیستم پیشرانه این ناوها به صورت توربین ترکیبی دیزلی و گازی بوده و سرعت نهایی ۵۴ کیلومتر بر ساعت را برای این ناوها ایجاد می‌کند. برد نهایی این ناو با سرعت ۲۶ کیلومتر بر ساعت ۸۹۸۰ کیلومتر است.
- این ناو از یک رادار آرایه فازی فعال مدل Poliment 5P-20K با ۴ فرستنده و گیرنده صفحه تخت که در باند اس فعالیت می‌کند استفاده می‌کند. این رادار توان جستجوی هوایی و سطحی را در اختیار این ناو قرار می‌دهد. رادارهای جستجوی هوایی مستقل، سامانه کنترل آتش برای موشک‌های ضد کشتی و ضدهوایی و همچنین سامانه سونار درون بدنه نیز برای این ناو نصب شده‌است.
- ۱۶ پرتابگر عمودی در این شناور برای شلیک موشک‌های کروز سری یاخونت، کلاب و همچنین موشک‌های ضد زیردریایی RTE2 91 نصب شده‌است. موشک یاخونت حدود ۳۰۰ کیلومتر برد داشته و مافوق صوت است و موشک ضد زیردریایی RTE2 91 نیز ۵۰ کیلومتر برد دارد. اما موشکهای کلاب نصب شده روی این ناو بردی در حدود ۲۰۰۰ الی ۲۵۰۰ کیلومتر داشته و توان حمله به اهداف زمینی را دارند.

۳۲ پرتابگر عمودی نیز برای شلیک موشک‌های سطح به هوای سری 9M96E با برد نهایی ۱۲۰ کیلومتر بر روی این ناوها نصب شده‌است. سامانه دفاع نزدیک ترکیبی توپ و موشک Palash به همراه یک توپ ۱۳۰ میلی‌متری از دیگر تسلیحات این ناومحافظ روسی به‌شمار می‌آید.
این ناوها توان حمل یک فروند بالگرد کاموف ۲۷ را نیز دارد.